# Vitale d'Assisi
Vitale d'Assisi (Ospedalicchio, 1295 – Assisi, 31 maggio 1370) è stato un monaco cristiano italiano del XIV secolo; è venerato come santo dalla Chiesa cattolica.

## Biografia

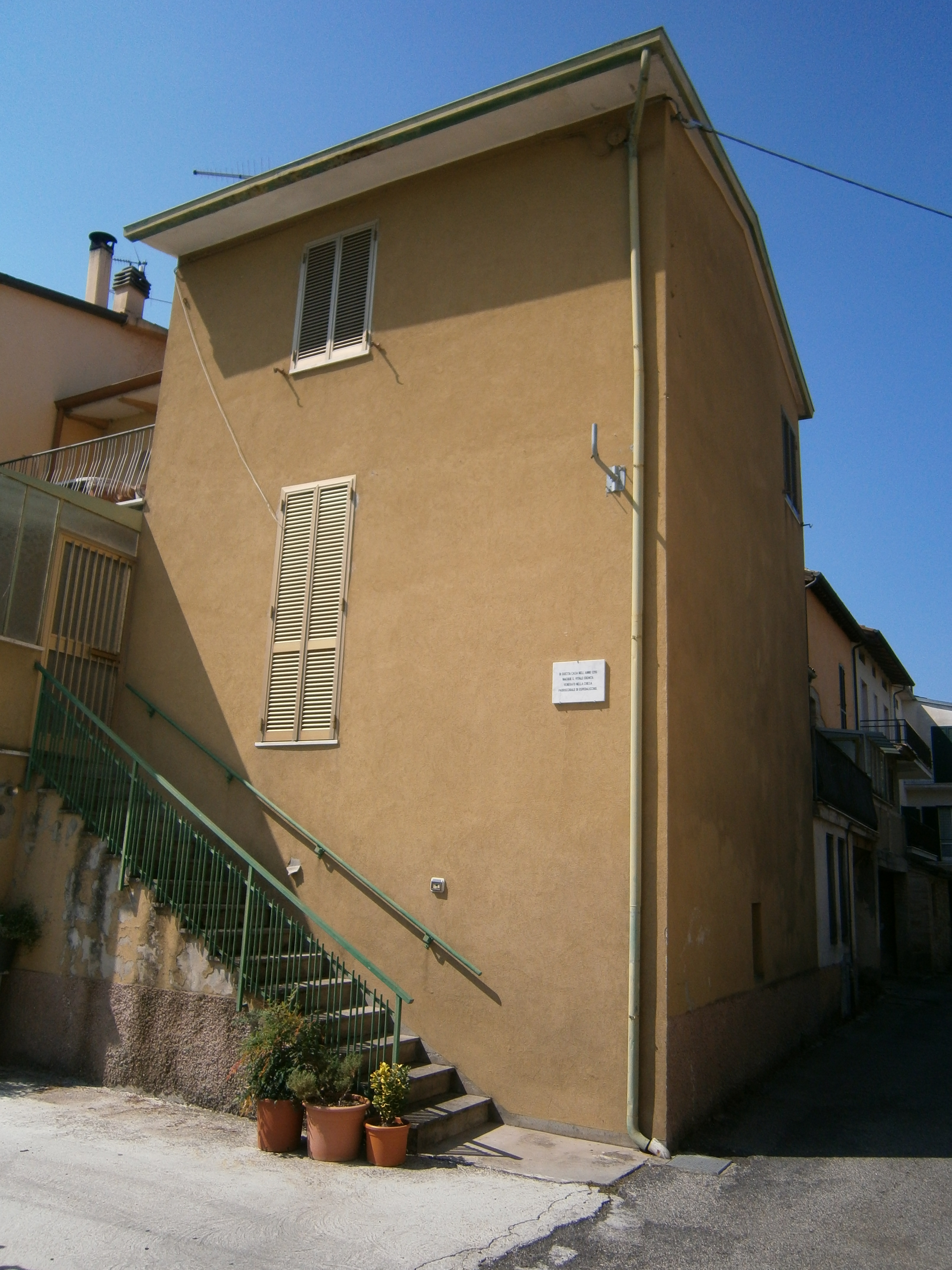
Castello di Ospedalicchio, torre Nord-Est, casa natale di San Vitale

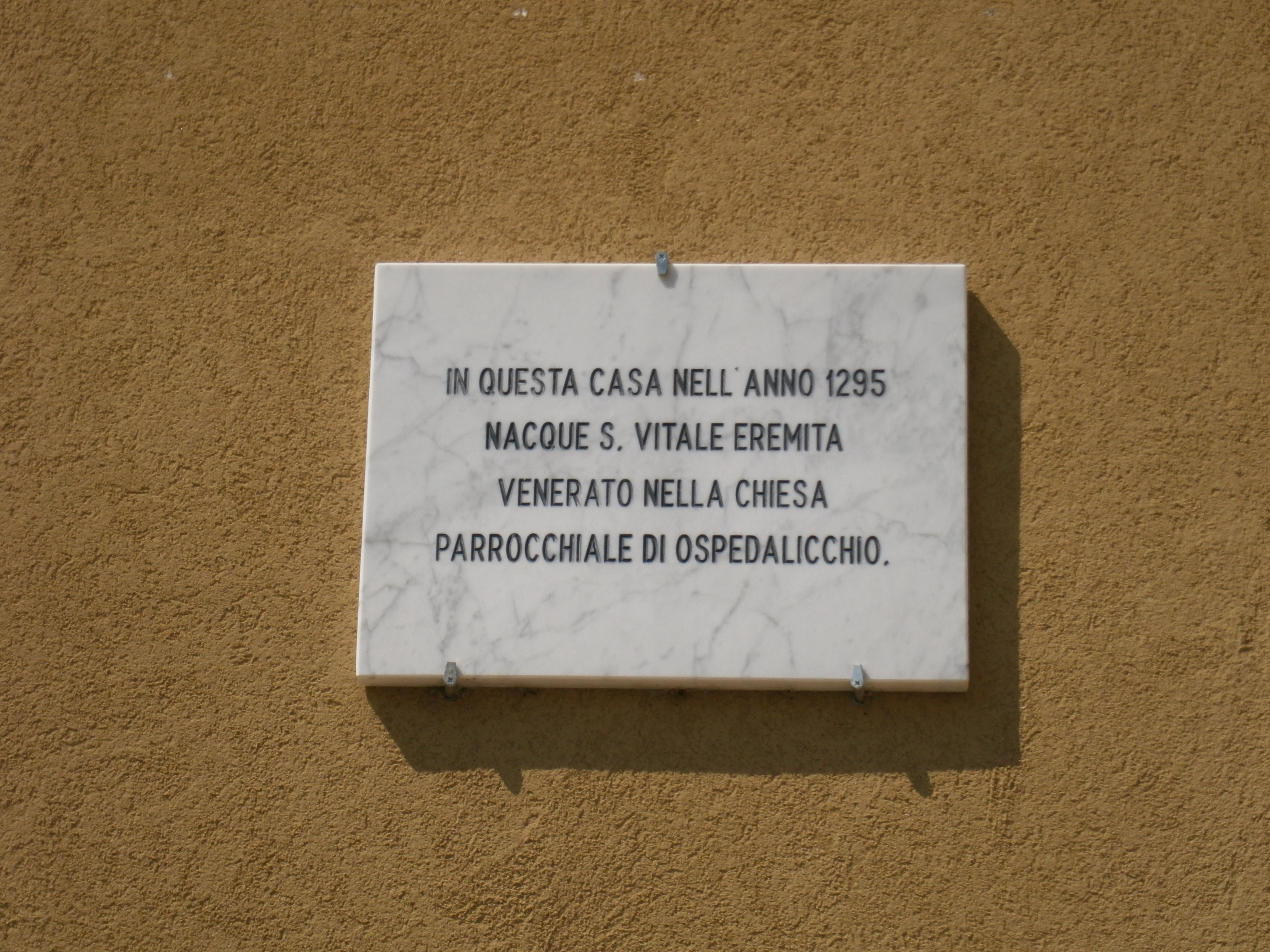
Castello di Ospedalicchio, torre Nord-Est, casa natale di San Vitale, targa in marmo

Vitale, dopo aver trascorso la giovinezza dedicandosi al brigantaggio e compiendo crimini efferati, si pentì e cercò di fare penitenza recandosi in pellegrinaggio nei più importanti santuari della cristianità, sia in Italia che in Francia e Spagna. 
Ritornato in Umbria, a Montecchio presso Spoleto, vide in sogno san Benedetto da Norcia che lo invitò a seguire la sua Regola e gli indicò l'eremo dove avrebbe dovuto recarsi, sulla costa del monte Subasio, presso Assisi, vicino all'abbazia benedettina qui esistente. Infatti, presso questo monastero entrò nell'Ordine di San Benedetto e dall'abate dello stesso gli venne assegnato come eremo il locum S. Mariae de Viole, dove trascorse il resto della sua esistenza nella più assoluta povertà, vestendo di stracci; unico suo bene era un canestro usato per andare a prendere l'acqua in una vicina fonte. 
Nell'eremo di Santa Maria di Viole, Vitale rimase per circa vent'anni fino alla morte avvenuta il 31 maggio 1370, all'età di 75 anni, e qui fu anche sepolto.

## Culto
La fama della sua santità si diffuse rapidamente su tutto il territorio per i molti miracoli, a lui attribuiti e per questo sul luogo della sua sepoltura venne edificata una chiesa a lui dedicata. 
In questa chiesa il suo corpo rimase fino al 19 settembre 1586, quando mons. Giovanni Battista Brugnatelli, vescovo di Assisi (1577-1591), lo fece traslare nella Cattedrale di San Rufino, dove fu eretto un altare a lui dedicato. 
Nel 2001, le spoglie di san Vitale sono state nuovamente trasportate nella Chiesa di San Vitale eremita, presso Viole (Assisi).
San Vitale è invocato particolarmente per la guarigione di coloro che sono malati da patologie ai genitali ed alla vescica.